# دوج دارت
دوج دارت (Dodge Dart) نام یک اتومبیل آمریکایی ساخت کمپانی داج است و خودرویی است که در سال‌های ۱۹۶۰ تا ۱۹۷۶ تولید شده‌است. طراحی آن خودروهای موتور جلو-محور عقب بوده است.

## نگارخانه

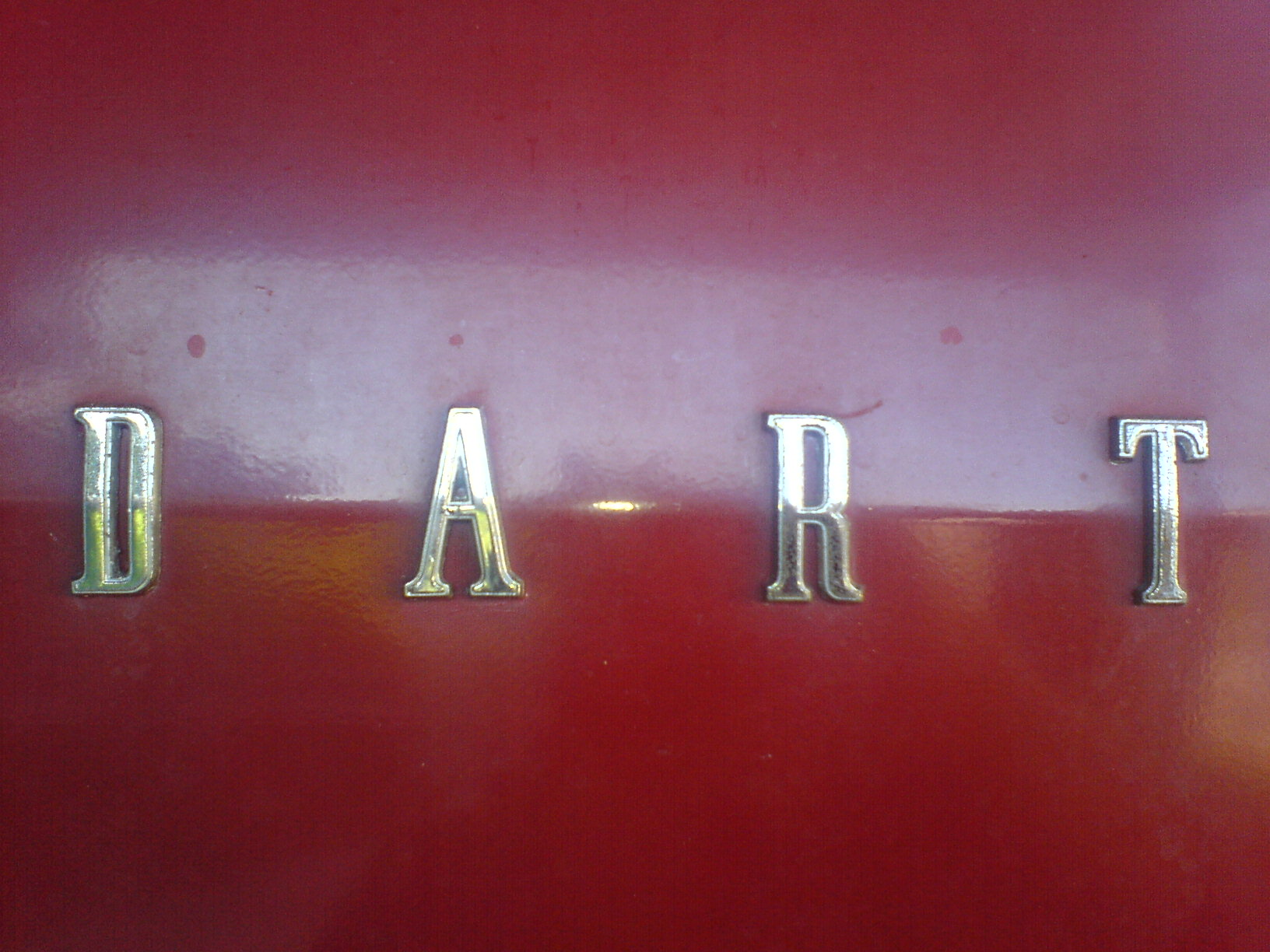
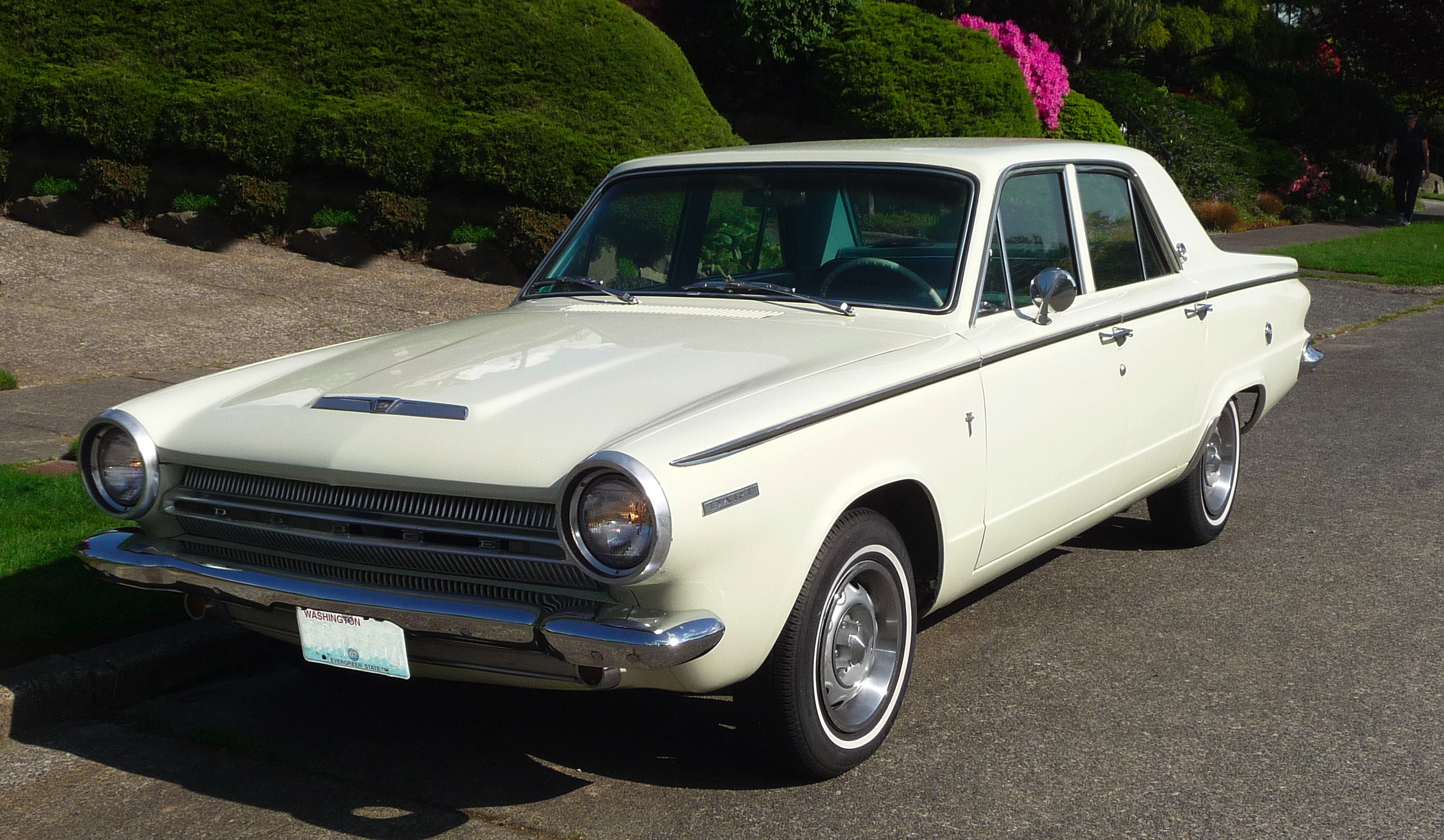